# Seznam ruskih admiralov
Seznam ruskih in sovjetskih admiralov ter poveljnikov vojne mornarice 

## A
- Aleksej Mihajlovič Abaza (1853 – 1915)
- Mihail Leopoľdovič Abramov
- Vladimir Akimov
- Vladimir Antonovič Alafuzov (1901 – 1966)
- Sergej Gavrilovič Aljokminski
- Aleksej Aleksandrovič (1850 – 1908)
- Jevgenij Ivanovič Aleksejev (1843 – 1917)
- Vladimir Nikolajevič Aleksejev (1912 – 1999)
- Vasilij Mihajlovič Altfater (1883 – 1919)
- Nikolaj Nikolajevič Amelko (1914 – 2007)
- Vladimir Aleksandrovič Andrejev (1904 – 1994)
- Pjotr Fjodorovič Anžu /Pyotr Anjou (1797 – 1869)
- Fjodor Matvejevič Apraksin (1661 – 1728)
- Vasilij Aleksandrovič Arhipov (1926–1998)
- Sergej Josifovič Avakjanc (1957 –)
- Fjodor Karlovič Avelan (1839 – 1916)
- Aleksander Pavlovič Avinov (1786 – 1854)

## B
- Ivan Bajkov
- Eduard Dmitrijevič Baltin (1936 – 2008)
- Fabian Gottlieb von Bellingshausen (1778 – 1852)
- Jevgenij Andrejevič Berens (Behrens) (1876 – 1928)
- Aksel Ivanovič Berg (1893 – 1979)
- Ivan Fedosejevič Bocis (? – 1714)
- Aleksandr Dmitrijevič Bubnov (1883 – 1963), emigriral v Jugoslavijo (Slov.)
- Ivan Grigorjevič Bubnov (1872 – 1919), ruski pomorski častnik (generalmajor) in oblikovalec podmornic
- Grigorij Ivanovič Butakov (1820 – 1882)
- Laskarina Bubulina (1771 – 1825), grška borka za neodvisnost, prva admiralka ruske vojne mornarice
- Vladimir Burakov

## Č
- Andrej Trofimovič Čabanenko (1909 – 1986)
- Vladimir Nikolajevič Černavin (1928–2023)
- Ivan Grigorjevič Černišjov (1726 – 1797)
- Pavel Vasiljevič Čičagov (1767–1849)
- Vasilij Jakovljevič Čičagov (1726–1809)
- Viktor Viktorovič Čirkov (1959 –)
- Leonid Dmitrijevič Čulkov (1913 – 2016)

## D
- Fjodor Vasiljevič Dubasov (1845 – 1912)

## E
- Nikolaj Ottovič Essen (1860–1915)

## F
- Aleksandr Nikolajevič Fedotenkov (1959 –)
- Izrail Iljič Fisanovič (1914 – 1944)
- Vitalij Aleksejevič Fokin (1906 – 1964)
- Mihail Petrovič Frinovski (1898 – 1940)
- Aleksandr Frolov (1902 – 1952)

## G
- Lev Mihajlovič Galler (1883 – 1950)
- Aleksej Mihajlovič Gerasimov (1861 – 1931)
- Mihail Mihajlovitč Golicin (1684 – 1764)
- Fjodor Aleksejevič Golovin (1650 – 1706)
- Arsenij Grigorjevič Golovko (1906 – 1962)
- Vasilij Mihajlovič Golovnin (1776 – 1831)
- Oleg Golubov
- Patrick Gordon (1635 – 1699)
- Thomas Gordon (ok. 1658 – 1741)
- Sergej Georgijevič Gorškov (1910 – 1988)
- Samuil Karlovič Grejg (1735–1788)
- Ivan Konstantinovič Grigorovič (1853 – 1930)
- Feliks Nikolajevič Gromov (1937 – 2021)

## H
- Nikolaj Mihajlovič Harlamov (1905 – 1983)
- Login Petrovič Hejden (1772 – 1850)

## I
- Ivan Stepanovič Isakov (Hovhannes Ter-Isahakjan) (1894 – 1967)
- Vladimir Ivanovič Istomin (1810 – 1855)

## J
- Georgij Mihajlovič Jegorov  (1918 – 2008)
- Nikolaj Anatoljevič Jevmenov (1962 –)
- Ivan Stepanovič Jumašev (1895 – 1972)

## K
- Ivan Matvejevič Kapitanec (1928 – 2018)
- Igor Vladimirovič Kasatonov (1939–)
- Vladimir Afanasjevič Kasatonov (1910–1989)
- Vladimir Lvovič Kasatonov (1962–)
- Mihail Aleksandrovič Kedrov (1878 – 1945)
- Aleksandr Dmitrijevič Kleckov
- Aleksander Vasiljevič Kolčak (1874 – 1920)
- Nikolaj Nikolajevič Kolomejcev (1867  1944)
- Vladimir Petrovič Komojedov (1950 –)
- Vladimir Konstantinovič Konovalov (1911 – 1967)
- Konstantin Nikolajevič Romanov (1827 – 1892)
- Vladimir Aleksejevič Kornilov (1806 – 1854)
- Vladimir Ivanovič Koroljov (1955 –)
- Viktor Andrejevič Kravčenko
- Viktor Petrovič Kravčuk
- Kornelius Krujs (1655–1727) (norveškega rodu)
- Ivan Fjodorovič Kruzenštern (1770 – 1846)
- Stepan Grigorjevič Kučerov (1902 – 1973)
- Nikolaj Mihajlovič Kulakov (1908 – 1976)
- Vladimir Ivanovič Kurojedov (1944 –)
- Nikolaj Gerasimovič Kuznecov (1904 – 1974)

## L
- Dimitrij Jakovljevič Laptev (1701 – 1771)
- Vitalij Petrovič Larionov (1937 –)
- Mihail Lavrov (1799 – 1882)
- Mihail Petrovič Lazarev (1788 – 1851)
- Franc Jakovljevič Lefort (1656–1699)
- Gordej Ivanovič Levčenko (1897 – 1981)
- Viktor Nikolajevič Liina (1968 –)
- Anatolij Ivanovič Lipinski (1959 –)
- Fjodor Petrovič Litke (1797 – 1882) (oceanograf)
- Semjon Mihajlovič Lobov (1913 – 1977)
- Nikolaj Aleksandrovič Lunin (1907 – 1970)

## M
- Thomas MacKenzie (Foma Fomič Mekenzi) (1740 – 1786)
- Konstantin Valentinovič Makarov (1931 – 2011)
- Stepan Osipovič Makarov (1849 – 1904)
- Nikolaj Mihajlovič Maksimov
- Pavel Petrovič Maksutov (1825 – 1882)
- Vladimir Vasiljevič Masorin (1947 –)
- Aleksandr Danilovič Menšikov (1673–1729)
- Aleksandr Sergejevič Menšikov (1787–1869)
- Vladimir Vasiljevič Mihajlin (1915 – 2007)
- Aleksandr Aleksejevič Mojsejev (1962 –)
- Romuald Adamovič Muklevič (1890 – 1938)

## N
- Aleksej Ivanovič Nagajev (1704 – 1781)
- Pavel Stepanovič Nahimov (1802 – 1855)
- Karl Heinrich von Nassau-Siegen (1743 – 1808)
- Nikolaj Ivanovič Nebogatov (1849 – 1922)
- Aleksandr Vasiljevič Nemic (1879 – 1967)
- Genadij Ivanovič Nevelskoj (1813–1876)

## O
- Filip Sergejevič Oktjabrski (Ivanov) (1899 – 1969)
- Aleksej Grigorjevič Orlov (1737 – 1808)
- Vladimir Mitrofanovič Orlov (1895 – 1938)
- Igor Vladimirovič Osipov (1973 –)
- Andrej Ivanovič Osterman (1686 – 1747)

## P
- Jurij Aleksandrovič Panteljejev (1901 – 1983)
- Eduard Samuilovič Pantseržanski (1887 – 1937)
- Ivan Papanin (1894 – 1986)
- Pavel Aleksandrovič Perelešin (1821 – 1901)
- Sergej Mihajlovič Pinčuk (1971 –)
- Vasilij Ivanovič Platonov (1903 – 1996)
- Andrej Aleksandrovič Popov (1821 – 1898)
- Jevfimij Vasiljevič Putjatin (1803 – 1883)

## R
- Michael von Reinecke (1801 – 1859)
- Josep de Ribas y Boyons (1749 – 1800)
- Anatolij Ivanovič Rassoho
- Pjotr Ivanovič Ricord / Petr Rikord (1776 – 1855)
- Pjotr Vojnovič Rimski-Korsakov (1861 – 1927)
- Zinovij Petrovič Rožestvenski (1848 – 1909)

## S
- Leonid Salnikov
- Gavriil Andrejevič Saričev (1763–1831)
- Aleksej Naumovič Senjavin (1716–1797)
- Dmitrij Nikolajevič Senjavin (1763–1831)
- Naum Akimovič Senjavin (ok. 1680–1738)
- Nikolaj Dmitrijevič Sergejev (1909 – 1999)
- Peter von Sievers / Pjotr Ivanovič Sivers / Peter Sivers (1674 – 1740)
- Sergej Simonovič Simonenko
- Nikolaj Ivanovič Smirnov (1917 – 1992)
- Pjotr Aleksandrovič Smirnov (1897 – 1939)
- Igor Vladimirovič Smoljak (1968 –)
- Viktor Nikolajevič Sokolov (1962 –)
- Aleksej Ivanovič Sorokin (1922 – 2020)
- Emil Nikolajevič Spiridonov (1925 – 1981)
- Grigorij Andrejevič Spiridov (1713 – 1790)
- Jurij Vladimirovič Starcev
- Oskar Stark (Oskar Ludvig Starck) (1846 – 1928) (švedsko-finskega rodu)
- Gennadij Aleksandrovič Sučkov

## Š
- Aleksandr Semjonovič Šiškov (1754 – 1841)

## T
- Aleksandr Arkadjevič Tatarinov (1950 –)
- Jean (Baptiste Prevost de Sansac, marquis de) Traversay (1754 – 1831)
- Ivan Vasiljevič Travkin (1908 – 1985)
- Vladimir Filipovič Tribuc (1900 – 1977)

## U
- Fjodor Fjodorovič Ušakov (1745 – 1817)
- Georgij A. Ušakov (1901 – 1963)

## V
- Mihail Nikolajevič Vasiljev (1770 – 1847)
- Mihail Vladimirovič Viktorov (1894 – 1937)
- Nikolaj Ignatjevič Vinogradov (1905 – 1979) - Admiral Vinogradov (rušilec)
- Vladimir Sergejevič Visocki (1954 – 2021)
- Vilgelm Karlovič Vitgeft (1847 – 1904)
- Aleksandr Viktorovič Vitko (1961 –)
- Lev Anatoljevič Vladimirski (1903 – 1973)
- Marko Ivanovič Vojnovič (Marko Vojnović) (1750 – 1807)
- Andrej Olgertovič Voložinski (1960 –)
- Jevgenij Volobujev
- Ferdinand Petrovič Vrangel (1797–1870)

## Z
- Vasilij Stepanovič Zavojko (1809 – 1898)
- Boris Mihajlovič Zinin
- Matija Zmajević (1680 – 1735)
- Vjačeslav Ivanovič Zof (1889 – 1937)